# Sebastian Hoeneß
Sebastian Hoeneß (* 12. května 1982) je německý profesionální fotbalový trenér a bývalý fotbalista. V současné době je trenérem klubu VfB Stuttgart.

## Hráčská kariéra
V mládí hrál Hoeneß za TSV Ottobrunn, TSV Grötzingen a VfB Stuttgart. Ve své seniorské kariéře hrál za Herthu BSC II a TSG Hoffenheim. Hráčskou kariéru ukončil v roce 2010.

## Trenérská statistika

### Bayern Mnichov II
Hoeneß zahájil svou manažerskou kariéru v týmu do 19 let klubu Hertha Zehlendorf v letech 2011 až 2013. Později trénoval mládežnické týmy RB Lipsko v letech 2014 až 2017. V letech 2017 až 2019 trénoval tým Bayernu Mnichov do 19 let a v roce 2019 nahradil Holgera Seitze na pozici manažera rezervního týmu klubu, který v předchozí sezóně postoupil do 3. Ligy. Ve své první sezóně Hoeneß dovedl tým k výhře v prvních třech zápasech. S týmem získal ligový titul a byl oceněn cenou ligového manažera sezóny.

### Hoffenheim
Dne 27. července 2020 oznámil bundesligový klub TSG Hoffenheim, že Hoeneß se stal novým manažerem pro sezónu 2020/21 a podepsal tříletou smlouvu do 30. června 2023. Poté, co se v sezóně 2021/22 umístili na 9. místě, se Hoffenheim a Hoeneß rozešli.

### Stuttgart
V dubnu 2023 převzal Hoeneß klub VfB Stuttgart. Hoeneß dovedl klub ze dna tabulky až do play-off o sestup v Bundeslize 2022/23, ve kterém Stuttgart porazil Hamburk. Dne 8. března 2024 prodloužil Sebastian Hoeneß smlouvu s klubem do léta 2027. V sezóně 2023/24 dovedl klub poprvé od sezóny 2009/10 k účasti v Lize mistrů UEFA, když s ním skončil na 2. místě, což byl nejlepší výsledek klubu od roku 2007.

## Osobní život
Sebastian Hoeneß je synem bývalého reprezentanta Dietera Hoeneße a synovcem Uliho Hoeneße, rovněž bývalého reprezentanta a bývalého prezidenta Bayernu Mnichov.

## Trenérské statistiky
Platí k zápasu hranému 6. října 2024.
| Tým               | Od                | Do                | Statistiky | Statistiky | Statistiky | Statistiky | Statistiky | Statistiky | Statistiky | Statistiky |
| Tým               | Od                | Do                | Z          | V          | R          | P          | VG         | OG         | GR         | % výher    |
| ----------------- | ----------------- | ----------------- | ---------- | ---------- | ---------- | ---------- | ---------- | ---------- | ---------- | ---------- |
| Bayern Mnichov II | 1. července 2019  | 27. července 2020 | 38         | 19         | 8          | 11         | 76         | 60         | +16        | 50.00      |
| TSG Hoffenheim    | 27. července 2020 | 17. května 2022   | 81         | 31         | 21         | 29         | 143        | 132        | +11        | 38.27      |
| VfB Stuttgart     | 3. dubna 2023     | dodnes            | 60         | 35         | 12         | 13         | 136        | 74         | +62        | 58.33      |
| Celkově           | Celkově           | Celkově           | 179        | 85         | 41         | 53         | 355        | 267        | +88        | 47.49      |

## Úspěchy

### Trenérské

#### Klubové
Bayern Mnichov II
- 3. Liga: 2019/20

#### Individuální
- Trenér sezóny 3. Ligy: 2020